# Mabacris guillaumeti
Mabacris guillaumeti är en insektsart som beskrevs av Donskoff 1985. Mabacris guillaumeti ingår i släktet Mabacris och familjen gräshoppor. Inga underarter finns listade i Catalogue of Life.